# Dasik
Dasik (taɕik, nghĩa đen là "thực phẩm trà") là một dạng hangwa hay bánh kẹo truyền thống của Triều Tiên, thường được ăn kèm với uống trà.
Dasik được làm từ nongmal (bột khoai tây, khoai lang hoặc đậu xanh), phấn hoa thông đỏ (songhwa), Ostericum grosseserratum (singamchae), vừng đen, mật ong, bột gạo hoặc các loại ngũ cốc, hạt, cây thuốc khác.
Dasik được nhào trộn kỹ và đóng khuôn rồi in hoa văn. Tùy thuộc vào nguyên liệu, dasik có thể có các màu sắc khác nhau như trắng, vàng, đen, lục, nâu hoặc đỏ.